# Shun de Han
Shun de Han (115–144) va ser un emperador de la Dinastia Han xinesa i el setè emperador de l'època Han Oriental. Va regnar del 125 CE al 144 CE. S'escriu en xinès tradicional: 漢順帝, xinès simplificat: 漢顺帝, pinyin: hàn shùn dì, wg. Han Shun-ti.
L'Emperador Shun era l'únic fill de l'Emperador An de Han i després que l'Emperador An va faltar en el 125, l'Emperadriu Vídua Yan, que no tenia fills però l'anhelava mantenir-se en el poder, forçà el príncep Bao (el títol de príncep hereu del qual ella havia causat que l'Emperador An s'ho llevara equivocadament el 124) a renunciar al tron en favor de Liu Yi, el Marquès de Beixiang. Liu Yi va morir després de regnar menys de 7 mesos i els eunucs lleials al Príncep Bao, dirigits per Sun Cheng, van dur a terme un reeixit colp d'estat contra l'Emperadriu Vídua, El príncep Bao va ser finalment declarat emperador als 10 anys.
La gent tenia grans expectatives per a l'Emperador Shun, puix l'anterior regnat va ser el del seu pare incompetent i violent. Això no obstant, tot i que la personalitat de l'Emperador Shun era blana i plàcida, ell era tan incompetent com el seu pare, i en general la corrupció va continuar sense aturador entre els eunucs i els funcionaris. Ell també va confiar excessivament el govern al pare (Liang Shang) de la seva dona l'Emperadriu Liang Na (梁商) -- un home de maneres tranquil·les amb integritat però poca habilitat— i més tard en el fill de Liang Shang, Liang Ji -- un home corrupte i autocràtic. A grans trets, el regnat de l'Emperador Shun va ser d'alguna manera una millora pel que fa al del seu pare, però aquesta millora menor va ser incapaç d'aturar la contínua degradació de la dinastia Han Oriental.
L'Emperador Shun va morir a l'edat dels 30 anys després de regnar durant 19 anys. Va ser succeït pel seu fill l'Emperador Chong.

## Noms de l'era
- Yongjian (永建 py. yŏng jìan) 126–132
- Yangjia (陽嘉 py. yáng jīa) 132–135
- Yonghe (永和 py. yŏng hé) 136–141
- Hanan (漢安 py. hàn ān) 142–144
- Jiankang (建康 py. jìan kāng) 144

## Informació personal
- Pare
  - Emperador An de Han
- Mare
  - Consort Li
- Esposa
  - Emperadriu Liang Na (títol creat el 132, m. el 150)
- Concubines importants 
  - Consort Yu, mare de l'Emperor Chong i la Princesa Sheng
- Xiquets
  - Liu Bing (劉炳), el Príncep Hereu (n. 143, creat el 144), més tard Emperador Chong de Han
  - Liu Sheng (劉生), la Princesa Wuyang (creat el 138)
  - Liu Chengnan (劉成男), la Princesa Guanjun (creat el 138)
  - Liu Guang (劉廣), la Princesa Ruyang (creat el 141)

| Emperador Shun de HanCasa de LiuNascut: 115 Mort: 144 |                              |                                     |
| Precedit per: Marquès de Beixiang                     | Emperador de la Xina 125–144 | Succeït per: Emperador Chong de Han |